# Riedelbach
Riedelbach is een plaats in de Duitse gemeente Weilrod, deelstaat Hessen, en telt 1081 inwoners (2006).

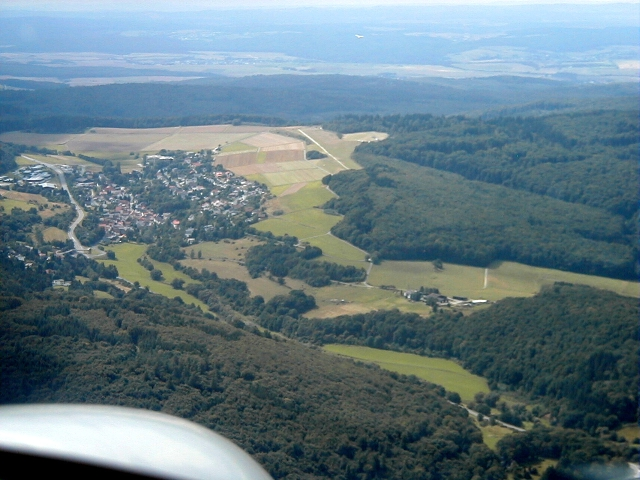
Riedelbach
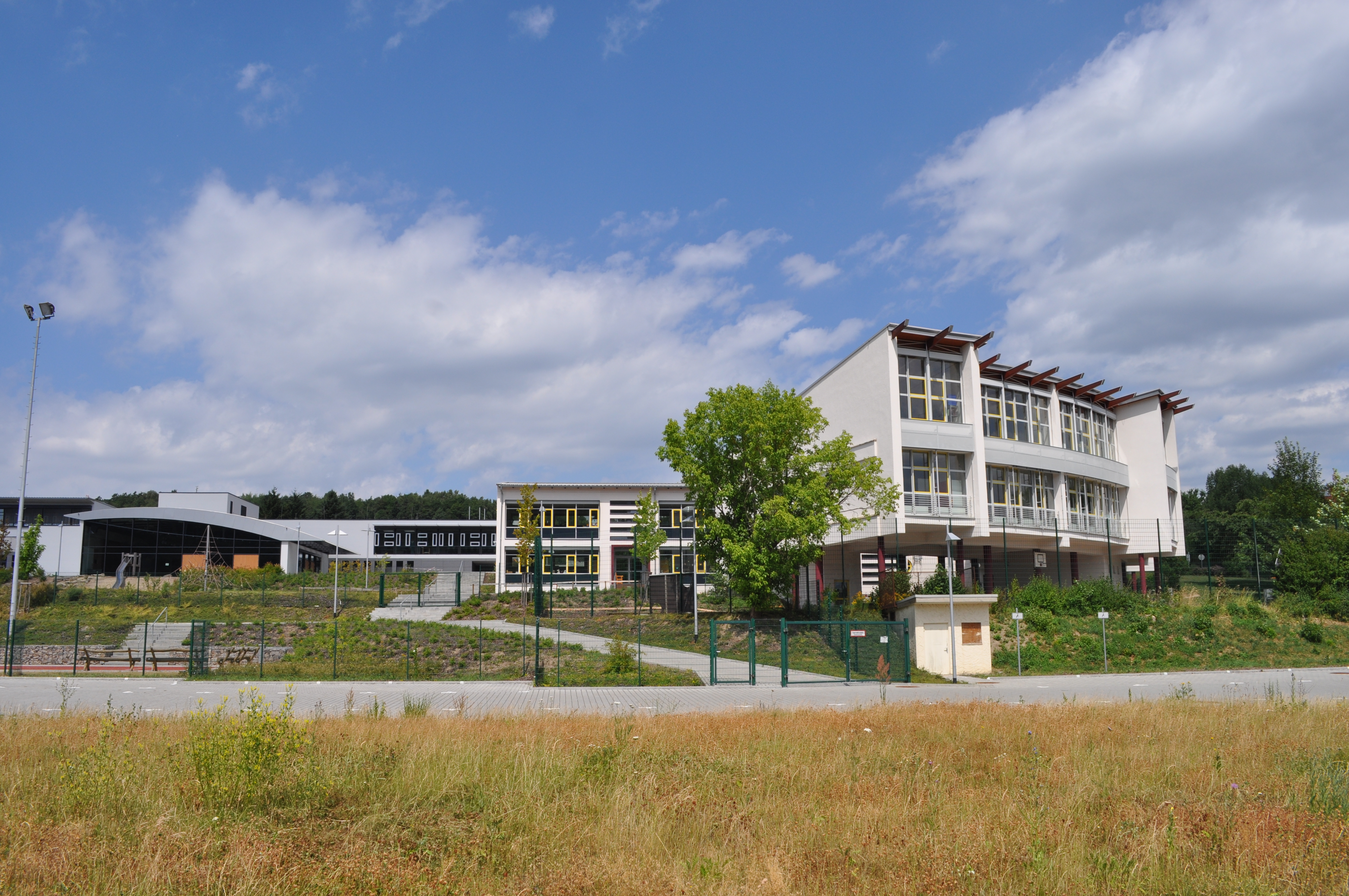
School in Riedelbach
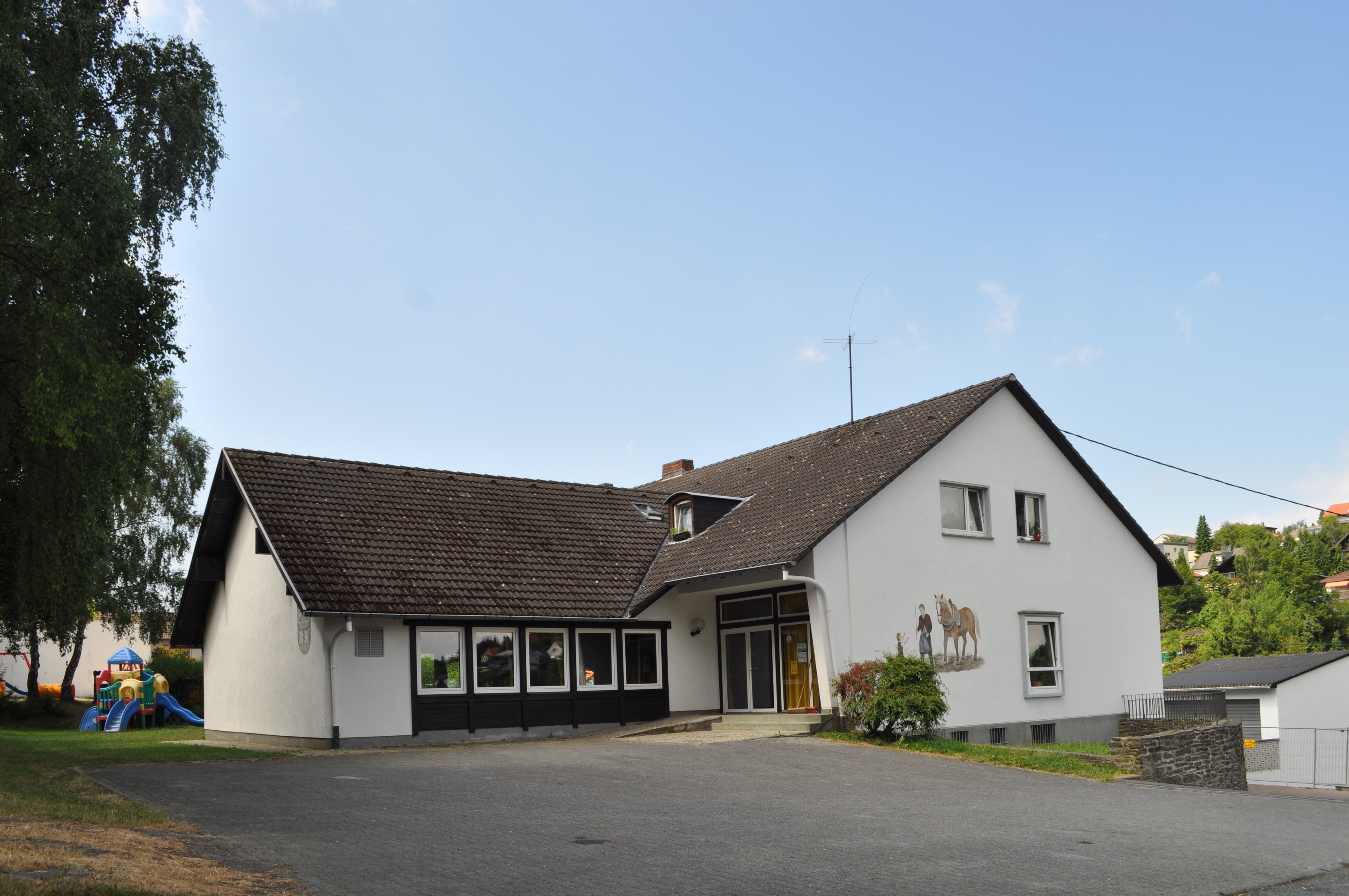
Dorpshuis van Riedelbach